# Rousset-les-Vignes
 Rousset-les-Vignes  es una población y comuna francesa, en la región de Ródano-Alpes, departamento de Drôme, en el distrito de Nyons y cantón de Grignan.

## Demografía
| 237 | 228 | 216 | 257 | 257 | 254 |
| Para los censos de 1962 a 1999 la población legal corresponde a la población sin duplicidades (Fuente: INSEE [Consultar]) |     |     |     |     |     |